# 平成25年8月秋田・岩手豪雨
平成25年8月秋田・岩手豪雨（へいせいにじゅうごねん はちがつ あきた いわてごうう）とは、2013年8月9日から8月10日にかけて、東北地方の秋田県と岩手県を中心に発生した豪雨災害のことである。この名称は気象庁によって命名されたものではなく、通称である。

## 概要
8月9日、北日本では、日本海から湿った空気が流れ込み大気の状態が非常に不安定になり、秋田県・岩手県を中心に記録的な大雨となった。
8月9日0時から10日24時までに観測された最大1時間降水量が、秋田県鹿角市鹿角では108.5ミリ、岩手県雫石町雫石では78.0ミリとなった。これらを含め、統計期間が10年以上の観測地点のうち、最大1時間降水量で計10地点、最大3時間降水量で計12地点、最大24時間降水量で計5地点が観測史上1位の値を更新した。また、解析雨量によると、秋田県大館市で1時間に120ミリ以上の猛烈な雨を解析し、秋田県大館市と北秋田市では3時間に約300ミリの雨を解析した。
この大雨により、河川の増水や土砂災害が発生し、秋田県で死者6名、岩手県で死者2名となったほか、岩手県、秋田県を中心に住家被害や農地被害が生じた。その他、停電、断水が発生し、交通機関にも影響が出た。

## 大雨の原因
この大雨は2つの線状降水帯が停滞することでもたらされ、それぞれの線状降水帯は風上にあたる奥羽山脈の山岳で積乱雲が繰り返し発生することで形成されていた。大雨の発生要因は、前日に山陰沖に存在していた大気下層の大量の水蒸気が、その絶対量をほとんど変えずに日本海上を北上し、東北地方に流入したためであることがわかった。

## 被害
- 死者8名・負傷者12名
- 住家全壊12棟・半壊118棟・一部損壊1棟
- 床上浸水315棟・床下浸水1,626棟 [10]

| 都道府県名 | 人的被害 | 人的被害 | 人的被害 | 住家被害 | 住家被害 | 住家被害 | 住家被害 | 住家被害 | 非住家被害 | 非住家被害 |
| 都道府県名 | 死者     | 負傷者   | 負傷者   | 全壊     | 半壊     | 一部破損 | 床上浸水 | 床下浸水 | 公共建物   | その他     |
| 都道府県名 | 死者     | 重傷     | 軽傷     | 全壊     | 半壊     | 一部破損 | 床上浸水 | 床下浸水 | 公共建物   | その他     |
| 都道府県名 | 人       | 人       | 人       | 棟       | 棟       | 棟       | 棟       | 棟       | 棟         | 棟         |
| ---------- | -------- | -------- | -------- | -------- | -------- | -------- | -------- | -------- | ---------- | ---------- |
| 北海道     |          |          |          |          |          |          | 4        | 21       |            | 15         |
| 青森県     |          |          |          |          |          |          | 5        | 42       |            |            |
| 岩手県     | 2        | 3        | 7        | 7        | 101      | 1        | 125      | 1,082    |            | 19         |
| 秋田県     | 6        | 1        | 1        | 5        | 17       |          | 181      | 481      |            | 12         |